# Herrgårdsdammen, Uppland
Herrgårdsdammen är en sjö i Östhammars kommun i Uppland och ingår i Norrströms huvudavrinningsområde. Sjön har en area på 0,0387 kvadratkilometer och ligger 34 meter över havet. Sjön avvattnas av vattendraget Nederån.
Herrgårdsdammen är i själva verket en av flera dammar med namnet Herrgårdsdammen i Östhammars kommun. Den här, som är brukdammen vid Österbybruk är dock den enda som finns registrerad hos VISS. Herrgårdsdammen anlades 1645 och för vatten från Norängdammen till Vallonbruket vid Nedre hammaren och Nedre Dammen. Den hade ett andra avlopp genom vilket man kunde tappa av Herrgårdsdammen ned i Stordammen då vattenståndet var för högt.

## Delavrinningsområde
Herrgårdsdammen ingår i det delavrinningsområde (667919-161588) som SMHI kallar för Utloppet av Filmsjön. Medelhöjden är 34 meter över havet och ytan är 28,87 kvadratkilometer. Det finns ett avrinningsområde uppströms, och räknas det in blir den ackumulerade arean 60,48 kvadratkilometer. Fyrisån som avvattnar avrinningsområdet har biflödesordning 3, vilket innebär att vattnet flödar genom totalt 3 vattendrag innan det når havet efter 146 kilometer. Avrinningsområdet består mestadels av skog (54 procent) och jordbruk (19 procent). Avrinningsområdet har 0,63 kvadratkilometer vattenytor vilket ger det en sjöprocent på 2,2 procent. Bebyggelsen i området täcker en yta av 2,31 kvadratkilometer eller 8 procent av avrinningsområdet.